# 취리히 레할프역
취리히 레할프역(독일어: Bahnhof Zürich Rehalp)은 스위스 취리히주 취리히시와 촐리콘 시정촌 사이의 경계에 있는 기차역과 트램 정류장이다. 역은 취리히 S-반 서비스 S18로 운영되는 포어히 철도(FB)의 노선에 위치하고 있다. 역은 페르케르스베트리베 취리히와 포어히 철도 AG가 운영하고 있으며, 취리히 슈타델호펜 FB의 도시 종착지에서 출발하는 S18의 최초의 진정한 기차역이다. 슈타델호펜과 레할프 역의 도시 쪽으로 바로 지점 사이에 S18은 취리히 트램 네트워크의 트랙을 통해 운영되며, 일부 트램 정류장에서 정차한다. 레할프를 넘어, 서비스는 자신의 전용된 방법으로 작동한다.
포어히거리(Forchstrasse) 주요 도로의 반대편에는 슈타델호펜과 레할프 사이의 S18과 동일한 트랙을 통해 작동하지만, 모든 중간 트램 정류장을 제공하는 취리히 트램 시스템의 11번 국도에 대한 턴어라운드 루프와 플랫폼이 있다.

## 운행편
2020년 12월 시간표 변경 시, 다음 철도 서비스는 취리히 레할프에서 정차한다:
- 취리히 S-반 S18: 취리히 슈타델호펜 FB와 포히 사이 15분 간격으로 운행; 다른 모든 열차는 포히에서 에슬링겐까지 계속된다.

## 갤러리
- FB와 도시 트램 사이의 교차점; 왼쪽 트랙은 역까지 계속, 트램 종점은 오른쪽에
- 역 플랫폼의 도시 끝에서 본 트램 종점